# André Reuter
André François Raymond Reuter (* 27. Januar 1947 in Luxemburg) ist ein quantitativ orientierter Luxemburger Wirtschaftswissenschaftler mit Lehr- und Forschungsschwerpunkten im Informations-, Wissens- und Werte-Management. Reuter ist Gründungsrektor mehrerer Universitäten und Hochschulen.

## Ausbildung
André Reuter besuchte die Grundschule (École primaire) in Luxemburg-Limpertsberg und später das dortige Gymnasium Lycée de Garçons Luxembourg (LGL), wo er sein Abitur ablegte. Nach dem Studium der Musik in Luxemburg und Brüssel studierte er Volks- und Betriebswirtschaftslehre an der Université Libre de Bruxelles in Brüssel und an der Ruprecht-Karls-Universität Heidelberg. Am Alfred-Weber-Institut der Universität Heidelberg promovierte er 1977 mit summa cum laude. Zu seinen Lehrern zählten unter anderem die MIT-Professoren Carl Christian von Weizsäcker und Egon Sohmen sowie sein Doktorvater Manfred Rose, an dessen Lehrstuhl für Finanzwissenschaft Reuter mehrere Jahre wissenschaftlicher Mitarbeiter war.

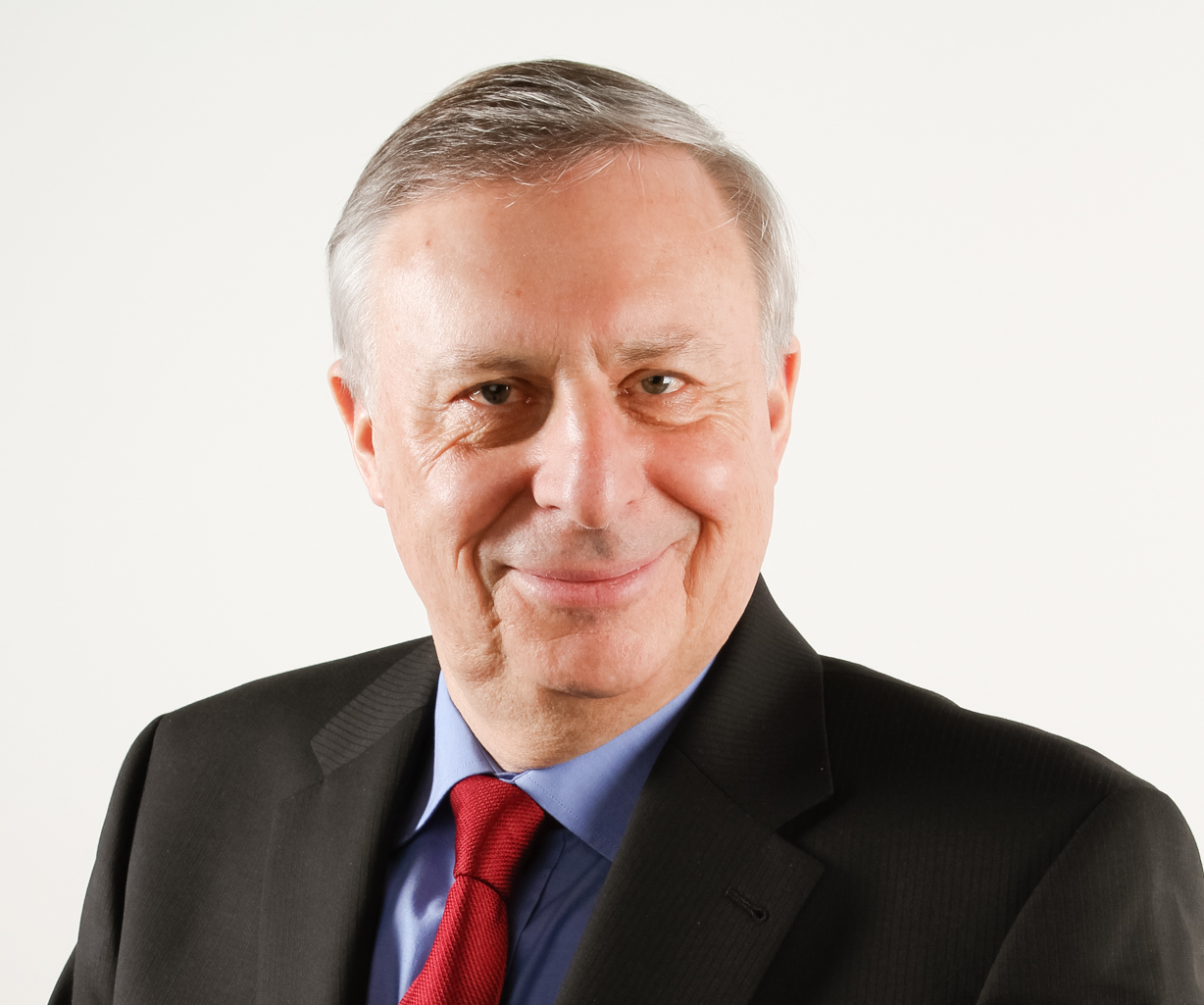
Andre Reuter

Das Thema seiner Doktorarbeit „Quantitative EDV-orientierte finanzwissenschaftliche Analysen – Ein Beitrag zur Simulationsforschung in der Finanzwissenschaft“ macht deutlich, dass sein Interesse bereits in jungen Jahren der empirischen Wirtschaftsforschung galt.
Während seines Musikstudiums war Reuter Privatschüler unter anderem von Major Albert Thorn, dem Leiter der Militärmusik in Luxemburg, in den Fächern Harmonie-Lehre, Kontrapunkt und Direktion sowie von Roger Jeanmarie, Solotrompete beim Symphonieorchester von Radio Luxemburg, im Fach Klassische Trompete.

## Beruflicher Werdegang

### Hochschullehrer
Als junger Dozent für Informatik an der Uni Heidelberg nahm er eine Forschungsprofessur in den USA an und wechselte anschließend als Faculty Member an das „Theseus Institute for Innovation, Strategy and Information Technology“ in Sophia Antipolis bei Nizza. Hier beschäftigte Reuter sich in der Lehre vor allem mit quantitativen Themen der Mikro- und Makroökonomik. 2004 wurde Theseus mit der Écoles des hautes études commerciales du nord (EDHEC) verschmolzen. Später kehrte Reuter nach Deutschland zurück. Es folgte eine Professur für Informations-Management am Fachbereich European Business Management der Fachhochschule Worms. Am Fachbereich Internationales Management/Handelsmanagement übernahm er ab 2012 eine Seniorprofessur (englisch: distinguished senior professorship) für Projekt-Management.

### Journalist
In den Jahren 1973 bis 1989 arbeitete Reuter als Fachjournalist für verschiedene Titel der internationalen Wirtschafts- und Tagespresse, darunter vor allem die Frankfurter Allgemeine Zeitung (FAZ) und die Technische Rundschau (TR). Bei der FAZ engagierte Reuter sich in erster Linie im „Blick durch die Wirtschaft“, für den er zahlreiche Beiträge über die unternehmerische Informationsverarbeitung verfasste.

### Unternehmer
Ende der neunziger Jahre wechselte Reuter in die Privatwirtschaft, wo er als geschäftsführender Gesellschafter in der Unternehmensberatung Karriere machte. Gleichzeitig engagiert er sich als Experte in verschiedenen „Advisory Boards“ der EU-Kommission in Brüssel.
In der Strategieberatung liegt sein Schwerpunkt auf der Konvergenz von Information und Kommunikation im Wissens- und Werte-Management. Mit seinem Team von Wissenschaftlern und Praxisexperten entwickelt Reuter eigene Methoden und Modelle zur Gewährleistung der Transparenz von Geschäftsprozessen sowie zur Erfassung und Bewertung intangibler Wirtschaftsgüter und Unternehmenswerte (intangible assets). Von Reuter konzipierte und implementierte Software-Systeme zur Online-Abwicklung und -Steuerung von Geschäftstransaktionen sind weltweit im Einsatz.
Als Executive Personal Coach berät Reuter Persönlichkeiten aus Wirtschaft, Kunst und Politik. Das von ihm entwickelte Konzept eines professionellen „European Relationship Managements“ wurde unter seiner Federführung von Großunternehmen in ganz Europa eingeführt.
Seit Anfang 2017 ist Reuter Geschäftsführender Gesellschafter der DTMD (Digital Technologies for Medicine and Dentistry) Sarl, die berufsbegleitende Weiterbildungsmaßnahmen für Mediziner und Medizintechniker anbietet.

### Gründungsrektor von Hochschulen und Universitäten
Ende 2010 kehrte Reuter an die Hochschule zurück und wirkte beim Aufbau der staatlich anerkannten und akkreditierten privaten eufom European University for Economics & Management A.s.b.l. mit Sitz in Luxemburg mit. Nach deren offiziellen Anerkennung durch das Hochschulministerium in Luxemburg leitete Reuter die luxemburgische Privat-Uni von Mai 2012 bis Dezember 2015 und gab das Amt des Rektors der eufom University anschließend an Franz Peter Lang ab, um sich der Gründung der ISEC (Institut Supérieur de l'Économie), einer ebenfalls staatlich anerkannten und akkreditierten privaten Hochschule des Patronats zu widmen. Träger der ISEC HdW sind die Handelskammer und die Handwerkskammer des Großherzogtums. Die ISEC hat ihre Bachelor- und Masterstudien-Programme im Herbst 2016 gestartet.
Ende September 2017 verließ Reuter die ISEC Hochschule der Wirtschaft, um mit den Kollegen Daniel Grubeanu und Ralf Rössler die DTMD University for Digital Technologies in Medicine and Dentistry mit Sitz im Schloss Wiltz zu gründen. Die DTMD University ist als „Institut de Formation Continue“ (berufliche Weiterbildung) staatlich anerkannt und ISO-zertifiziert. Ihre Masterstudiengänge sind gemäß der von der „European Association for Quality Assurance in Higher Education (ENQA)“ etablierten „Standards and Guidelines for Quality Assurance in the European Higher Education Area“ akkreditiert. Reuter ist Präsident des DTMD Universität-Netzwerkes mit Partnerhochschulen in ganz Europa.
Die Weiterbildungsmaßnahmen der DTMD University adressieren ausschließlich approbierte Ärztinnen und Ärzte, Zahnärztinnen und Zahnärzte sowie Entscheidungsträger aus Verwaltung und Technik im Gesundheitswesen und in der Pflege.
Reuter ist Initiator der Veranstaltungsreihe „University meets Business“, die 2002 vom European Institute for Knowledge & Value Management (EIKV) in Zürich gestartet wurde. Seitdem werden die UmB-Konferenzen regelmäßig mit verschiedenen Partnern, so auch der eufom University, durchgeführt.

## Forschung
Im universitären Lehr- und Forschungsbetrieb konzentriert sich André Reuter heute auf berufsbegleitendes Studieren mit den Themenschwerpunkten „Quantitative Wirtschaftstheorie“ sowie Informations-, Wissens- und Werte-Management. Er ist Vorsitzender des Vorstands des European Institute for Knowledge & Value Management (EIKV) in Luxemburg und stellvertretender Vorsitzender des International Institute for Performance Management (IPERF), ebenfalls mit Sitz in Luxemburg.
An der eufom University hat er den Forschungsschwerpunkt „Immaterielle Wirtschaftsgüter“ initiiert, der heute an der ISEC University von ihm und Thomas Gergen weiter geführt wird.
Reuter ist Herausgeber einer wirtschaftswissenschaftlichen Schriftenreihe sowie der Schriftenreihe des EIKV, die in der Deutschen Zentralbibliothek für Wirtschaftswissenschaften des Leibniz-Informationszentrum Wirtschaft erscheint, und Autor mehrerer Fachbücher. Zudem ist er regelmäßig Keynote-Speaker und Moderator bei internationalen Tagungen und Kongressen im In- und Ausland.

## Soziales Engagement
Im sozialen Bereich engagiert André Reuter sich in internationalen Foren zur Überwindung des „Digital Gap“, so z. B. in den Arbeitskreisen „e-Inclusion“ und „Digital Divide“ der EU-Kommission. Er ist Mitgründer der Initiativen „Treffpunkt @rbeit“ (Mitglied des Vorstands) und „schul@ktiv“ (Vorsitzender des Vorstands) von ZDF und Süddeutscher Zeitung.